# Льюянг Вуцзи
Льюянг Вуцзи (Lueyang Wuji) 略阳乌鸡  — це м'ясна порода курей з Китаю, з чорним м'ясом.

## Історія
Порода з'явилася на півдні Шеньсі Ханьчжун, район Lueyang.
Є однією з найдавніших і цінних птахів в Китаї. За даними археологічних знахідок Східної династії Цзінь встановлено, що цю породу більше 1600 років.
У 1982 Китайською академією наук сільського господарства і рибальства був проведений аналіз крові і підтверджено, що порода Льюянг Вуцзі є окремим видом курей з чорним м'ясом. З 1982 по 2008 роки велася робота з відбору та селекції цього птаха. Урядом було виділено 13 млн юанів і 260 акрів сільськогосподарських угідь із захисною смугою в 1 км для збільшення поголів'я цього птаха.
В кінці 2005 року кількість птиці вже було 622300, з яких 222000 батьківського стада, й 400 300 на м'ясо. У 2006 році кількість досягла 980 300, з яких 415 600 батьківське стадо.
У 1982 році порода була включена в список порід і прийнята декларація про збереження породи із зазначенням географічного положення.

## Опис і характеристика
Кури породи Льюянг Вуцзі мають майже квадратне тіло, чорний гребінь, чорний дзьоб, чорні пальці, чорний язик, чорне м'ясо, чорне серце. Курка має невеликий розмір, дзьоб довший, висока шия, шия пухнаста, хвіст задертий акуратний або віялоподібні.
Півні високі з товстими кістками, ноги товсті, довгі і м'язисті, тіло широке і глибоке, короткий дзьоб зігнутий вниз, гребінь має 6-7 зубів, велика м'ясиста борода, гребінь і борода чорного або фіолетового кольору, переливи темно - бордові, злегка піднятий кіль , груди широкі і глибокі.
Крила і хвіст добре розвинені. Чотири пальці на ногах, великий палець знаходиться на великій відстані від інших.
Перо чорне, чорне з червоними або білими вкрапленнями.

### Продуктивність
- Вага півнів 2,8 кг, курей 2,5 кг.
- Несучість 110-140, вага яйця 60 грамів.
- М'ясо соковите, ніжне, зі своєрідним смаком, має чорне забарвлення.
- Яйце у курей породи Льюянг трьох кольорів - світло-коричневе, біле, зелене.